# Chromis randalli
Chromis randalli là một loài cá biển thuộc chi Chromis trong họ Cá thia. Loài này được mô tả lần đầu tiên vào năm 1970.

## Từ nguyên
Từ định danh randalli được đặt theo tên của nhà ngư học John E. Randall (1924 – 2020), từng làm việc tại Bảo tàng Bishop (Honolulu), người đã thu thập hầu hết các mẫu vật dùng để mô tả loài cá này và có rất nhiều kiến thức về các loài cá ở đảo Phục Sinh.

## Phạm vi phân bố và môi trường sống
C. randalli là loài đặc hữu của đảo Phục Sinh (Chile), được thu thập ở độ sâu khoảng 5–30 m.

## Mô tả
C. randalli có chiều dài cơ thể lớn nhất được ghi nhận là 15 cm. Cơ thể có màu xanh xám. Vây hậu môn và hai thùy đuôi sẫm đen. C. randalli và Chromis pamae là hai loài duy nhất trong chi Chromis có đến 15 gai ở vây lưng.
Số gai ở vây lưng: 15; Số tia vây ở vây lưng: 10; Số gai ở vây hậu môn: 2; Số tia vây ở vây hậu môn: 10–11; Số gai ở vây bụng: 1; Số tia vây ở vây bụng: 5.

## Sinh thái học
Thức ăn của C. randalli là động vật phù du, thường hợp thành đàn nhỏ đến lớn. Cá đực có tập tính bảo vệ và chăm sóc trứng; trứng có độ dính và bám vào nền tổ.